# Manuel Borges Grainha
Manuel Borges Graínha (Covilhã, 14 de janeiro de 1862 – Lisboa, 4 de abril de 1925) foi um professor liceal, pedagogo e político republicano português.

## Biografia
Descendente de uma família de comerciantes de lanifícios da Covilhã, Borges Grainha realizou os seus primeiros estudos em colégios da Companhia de Jesus, destinando-se ao sacerdócio. Em 1886 rompe com este percurso, indo viver para Lisboa, onde se liga aos meios republicanos.
Nesta cidade inscreve-se no Curso Superior de Letras, que conclui em 1899, iniciando uma actividade profissional como professor em liceus e colégios privados.
A par da sua actividade profissional como docente, Borges Grainha publicou artigos e livros sobre questões educativas.

### Anti-clerical
Borges Grainha distinguiu-se igualmente pela sua actividade anticlerical, na imprensa e através das obras que publicou ou editou.
Por portaria de 24 de novembro de 1921, Borges Grainha foi encarregado pelo Governo de averiguar as infracções «às leis congreganistas e da Separação».

### Maçon
Borges Grainha foi iniciado na maçonaria em 1893.

### O Museu da Revolução
Borges Grainha foi o organizador e director do Museu da Revolução de 5 de Outubro de 1910, inaugurado em 29 de Dezembro desse ano, em Lisboa.

## Obras

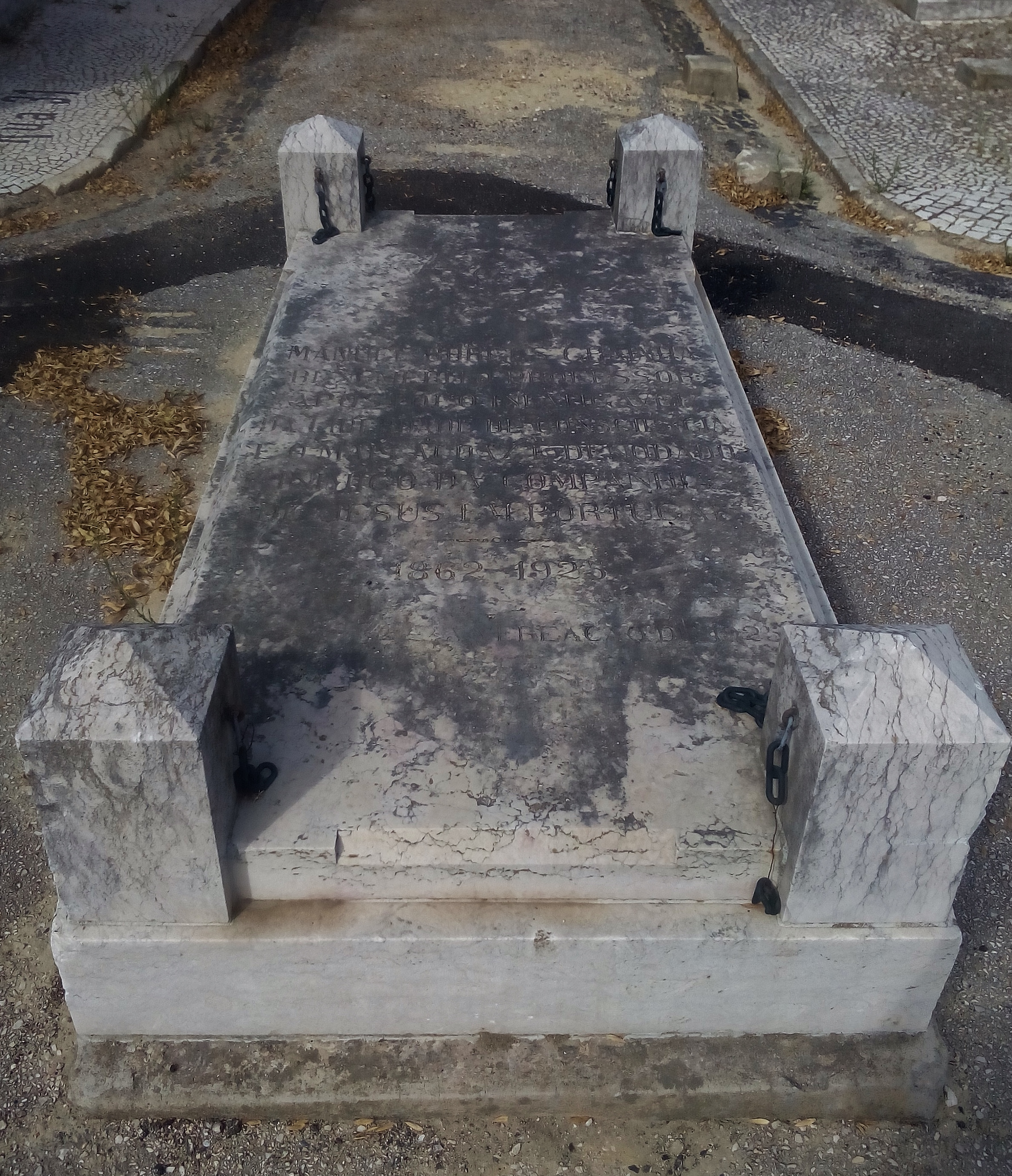
Jazigo de Manuel Borges Grainha, Cemitério do Alto de São João

### Sobre a Companhia de Jesus
- Os Jesuítas e as Congregações Religiosas em Portugal nos Últimos Trinta Anos: A Propósito do Caso das Trinas. Porto: Tipografia da Empresa Literária e Tipográfica. 1891
- O Portugal Jesuíta. Lisboa: Tipografia e Esteriotipia Moderna. 1893
- A Questão Religiosa e a Liberdade Através da História. Conferência Feita na Associação Académica do Porto no dia 28 de maio de 1893. Braga: Imprensa Gratidão. 1893

### Sobre a maçonaria
- História da Franco-Maçonaria em Portugal: 1733-1912. Contendo Notícias Históricas Sobre a Carbonária, a Ordem de S. Miguel da Ala, a Formação do Partido Republicano e o Restabelecimento das Congregações Religiosas e sua Reexpulsão. 2.ª edição, 1914; 3.ª edição, Lisboa: Vega, 1976. Lisboa: A Editora Limitada. 1912

### Sobre educação
- A Instrução Secundária de Ambos os Sexos no Estrangeiro e em Portugal. Lisboa: Tipografia Universal. 1905
- O Analfabetismo em Portugal: Suas Causas e Meios de as Remover. Relatório Apresentado ao 1.º Congresso Pedagógico de Instrução Primária e Popular promovido pela Liga Nacional de Instrução e realizado em Abril de 1908. Lisboa: Imprensa Nacional. 1908
- Meios de facilitar o ensino das primeiras letras e ortografia prática. Lisboa: Imprensa Nacional. 1909